# Standing Up for Freedom
Standing Up for Freedom is een geanimeerde korte film uit 2011, geregisseerd door Carlos Lascano ter gelegenheid van de vijftigste verjaardag van Amnesty International.

## Verhaal
De korte film laat een metaforische reis zien van de afgelopen halve eeuw over de strijd van de mensheid voor vrijheid.

## Productie
De film werd geproduceerd door de filmproductiemaatschappij Eallin Motion Art & DreamLife Studio. De filmmuziek werd gecomponeerd door Lorne Balfe en Hans Zimmer.